# جيمس كوشران
جيمس كوشران (بالإنجليزية: James Cochran)‏ هو فنان جرافيتي ‏ ورسام أسترالي، ولد في 4 يونيو 1973 في أديلايد في أستراليا.

## وصلات خارجية
- الموقع الرسمي